# Valentina Cortese
Pour les articles homonymes, voir Cortese.
Valentina Cortese est une actrice italienne née le 1er janvier 1923 à Milan (Italie) où elle meurt le 10 juillet 2019,.
Considérée comme l'une des dernières grandes divas du cinéma et du théâtre italien, elle est surtout connue en France pour son rôle de Séverine dans La Nuit américaine (1973) de François Truffaut et celui de Madeleine de Lépine dans Les Caprices de Marie (1970) de Philippe de Broca.

## Biographie
Née à Milan dans une famille originaire de Stresa, elle a passé son enfance dans la Crémasque, entre Agnadel et Rivolta d'Adda.
Très jeune, elle tombe amoureuse du chef d'orchestre Victor de Sabata, de trente et un ans son aîné, marié et père de famille. Elle quitte le lycée pour le suivre à Rome où elle obtient un diplôme de l'Académie d'art dramatique.

### Années 1940

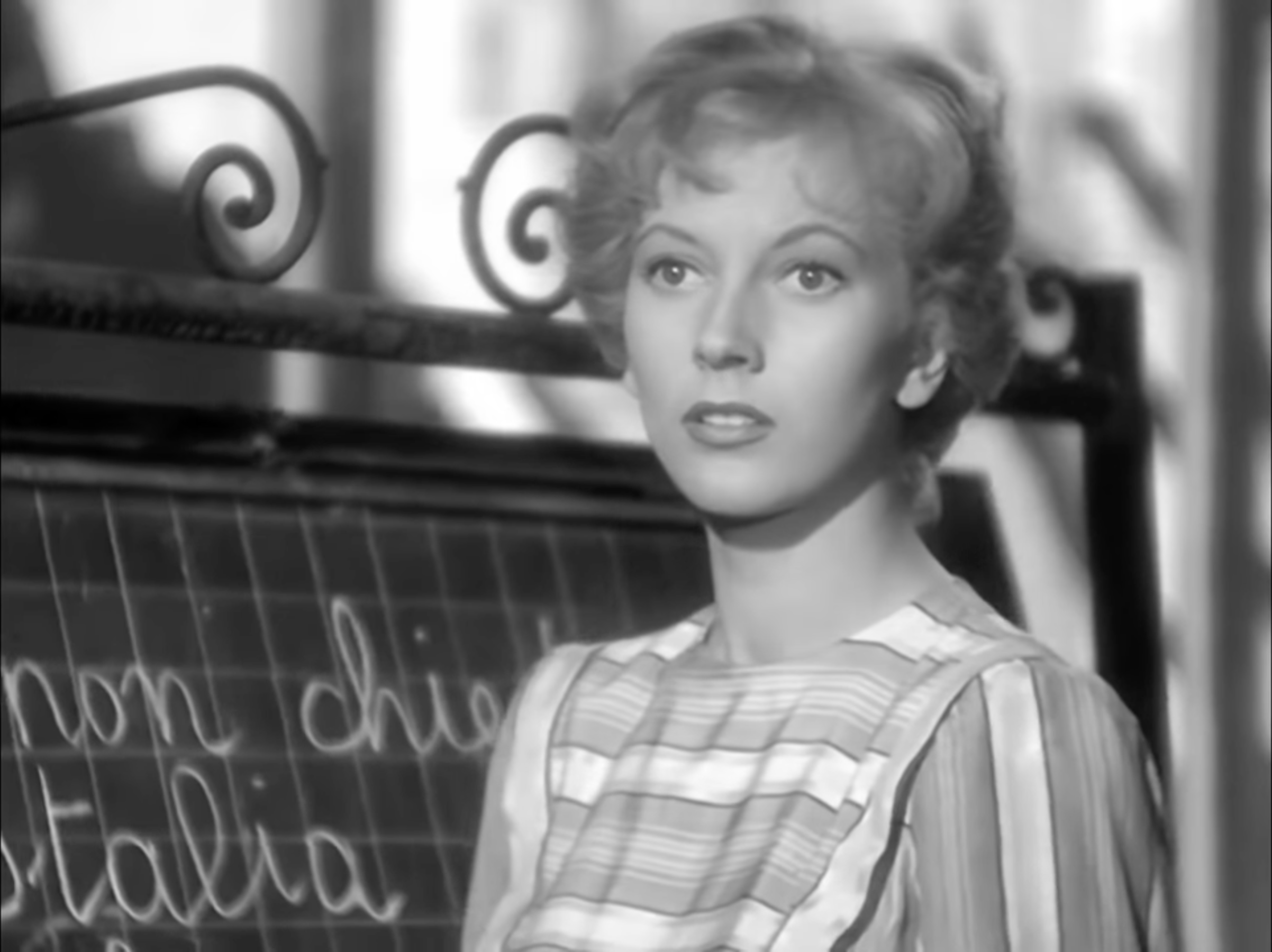
Valentina Cortese dans Un Américain en vacances (1946).

Elle fait ses débuts au cinéma dans L'orizzonte dipinto (it) (1940) de Guido Salvini. Elle joue d'abord au théâtre, mais son visage aux traits délicats est remarqué et elle est engagée sous contrat chez Scalera Film en 1941 pour jouer dans des téléphones blancs. Son premier rôle important est celui de Lisabetta dans le film La Farce tragique (1942) d'Alessandro Blasetti.
Dotée d'une présence scénique forte et magnétique et malgré son physique menu, elle est parvenue se faire un nom dans le cinéma italien des années 1940, notamment grâce à des films tels que La regina di Navarra (1942) de Carmine Gallone, Orizzonte di sangue (it) de Gennaro Righelli (1943) et Quartetto pazzo (1945) de Guido Salvini. Elle apparaît également dans Rome ville libre (1946) et elle joue Fantine et Cosette dans Les Misérables (1948) de Riccardo Freda, aux côtés d'un Marcello Mastroianni débutant. Ensemble, ils joueront également dans le film Lulù (1953) de Fernando Cerchio.
En 1948, elle rejoint Hollywood, où elle signe un contrat avec la 20th Century Fox et travaille aux côtés d'acteurs célèbres, tels que James Stewart et Spencer Tracy dans Malaya (1949) de Richard Thorpe, et Orson Welles dans Cagliostro (1949) de Gregory Ratoff. Elle est dirigée par Jules Dassin dans Les Bas-fonds de Frisco (1949), face à Richard Conte.

### Années 1950

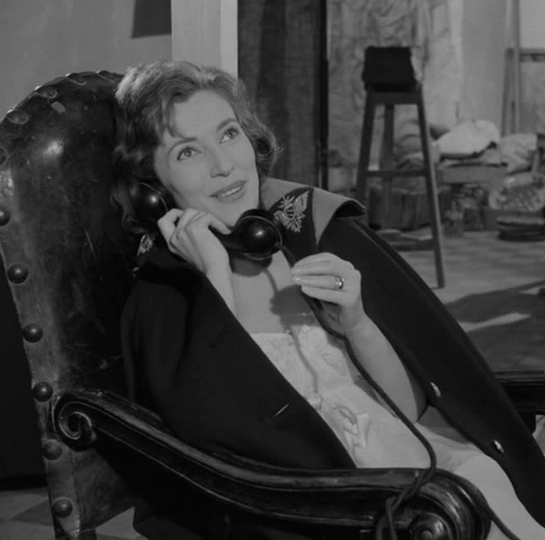
Cortese dans Femmes entre elles (1955).

En 1951, elle joue dans La Maison sur la colline de Robert Wise, sur le tournage duquel elle rencontre son futur mari Richard Basehart. Dans Secret People (1952) de Thorold Dickinson, elle rejoint une jeune et encore inconnue Audrey Hepburn, avec laquelle elle est restée durablement amie. Pendant cette période, elle travaille à nouveau à Hollywood dans La Comtesse aux pieds nus (1954) de Joseph L. Mankiewicz, face à Ava Gardner, Humphrey Bogart et Rossano Brazzi, en Italie dans Femmes entre elles (1955) de Michelangelo Antonioni, pour lequel elle remporte le Ruban d'argent de la meilleure actrice dans un second rôle, et en Espagne dans Calabuig (1957) de Luis García Berlanga, face à Edmund Gwenn. En 1957, elle joue dans le film Kean, co-interprété et réalisé par Vittorio Gassman.
En 1958, Cortese se retire temporairement de la scène à cause de problèmes conjugaux avec son collègue acteur Richard Basehart, qu'elle avait épousé le 24 mars 1951 et dont elle a divorcé en 1960. De leur union est né Jackie, qui est également devenu acteur. En raison de sa grossesse, l'actrice a dû refuser l'offre qui lui avait été faite directement par Charlie Chaplin pour le rôle principal féminin du film Les Feux de la rampe (1952), qui a ensuite été attribué à Claire Bloom. Dans une interview accordée à Pino Strabioli dans le cadre de l'émission Colpo di scena, elle dit se souvenir de l'expérience américaine comme d'une expérience intéressante, ayant pu travailler avec les grands acteurs et réalisateurs qu'elle admirait sur les écrans, mais certainement pas excitante étant donné son désir de retourner en Italie.

### Années 1960

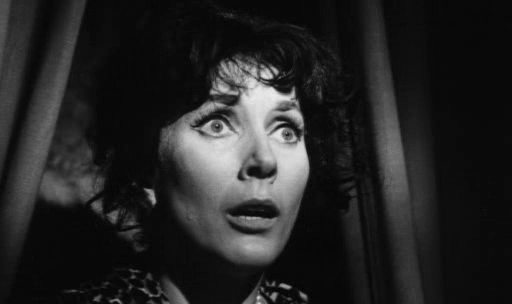
Valentina Cortese dans le giallo La Fille qui en savait trop (1963).

Elle revient également sur le devant de la scène en Italie avec les films Barabbas (1961) de Richard Fleischer, aux côtés d'Anthony Quinn, Silvana Mangano, Vittorio Gassman et Ernest Borgnine, et La Fille qui en savait trop (1963) de Mario Bava, qui lancera le genre du giallo. En 1964, elle fait un duo avec Ingrid Bergman dans La Rancune de Bernhard Wicki. L'année suivante, elle est dirigée par Federico Fellini dans Juliette des esprits. En 1966, elle retrouve Michèle Mercier et Daniel Gélin dans Soleil noir de Denys de La Patellière, puis dans Et si on faisait l'amour ? (1967) de Vittorio Caprioli. Peu après, elle est rappelée aux États-Unis, aux côtés de Rossella Falk et Gabriele Tinti, pour interpréter le personnage d'une comtesse italienne sophistiquée dans le film Le Démon des femmes (1968) de Robert Aldrich, avec Kim Novak et Peter Finch. Parmi les différents films dans lesquels elle a joué en Italie ces années-là, on trouve la comédie décalée Toh, è morta la nonna! (1969) de Mario Monicelli et le drame Chronique d'un homicide (1972) de Mauro Bolognini.

### Années 1970

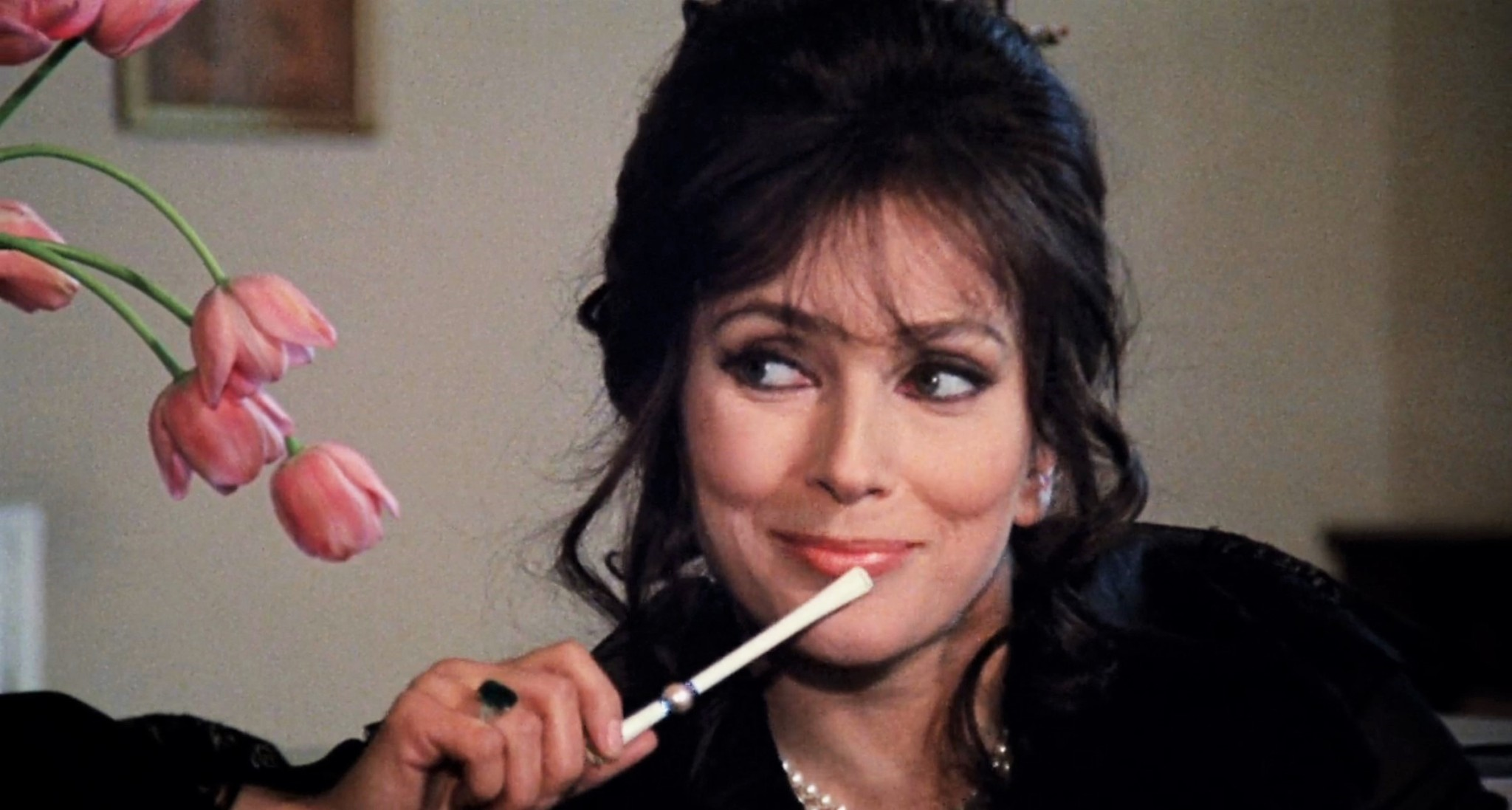
Dans L'Iguane à la langue de feu (1971).

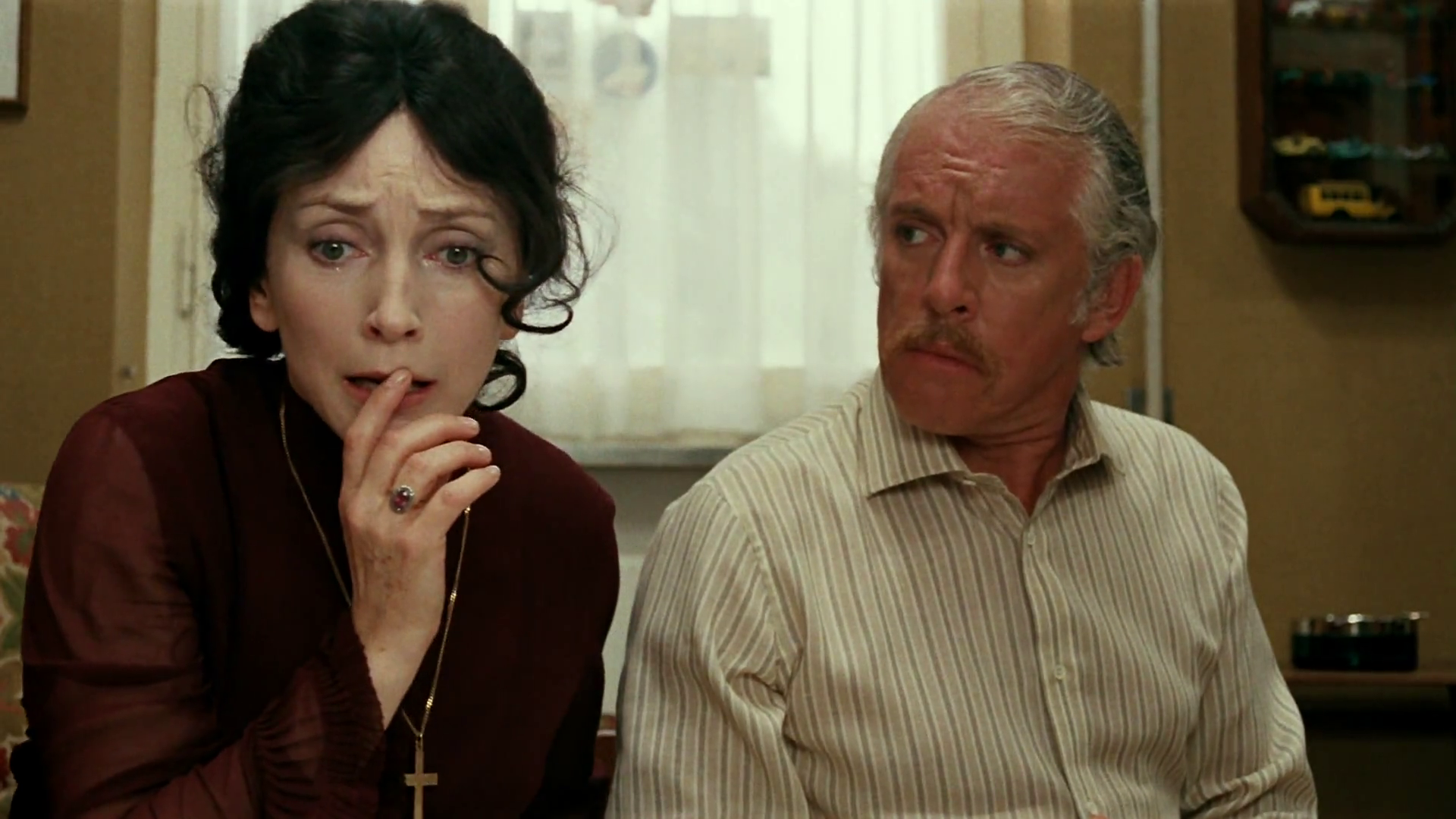
Valentina Cortese et Luciano Salce dans Amore mio non farmi male (1974).

Après quelques apparitions dans d'importantes productions télévisées italiennes, comme I Buddenbrook (it) (1971), où elle est dirigée par Edmo Fenoglio, sa rencontre avec Giorgio Strehler et le théâtre lui permet de mettre en avant ses qualités de comédienne dramatique. En 1970, elle est dirigée par Maximilian Schell dans le film Erste Liebe, produit en Suisse. Deux rôles mineurs mais importants ramènent Valentina Cortese sur le devant de la scène internationale au début des années 1970 : dans Le Bateau sur l'herbe (1970) de Gérard Brach, avec Claude Jade et Jean-Pierre Cassel, elle incarne la mère exaltée de John McEnery ; elle joue ensuite aux côtés de Richard Burton, Alain Delon et Romy Schneider dans L'Assassinat de Trotsky (1972) de Joseph Losey, où elle incarne la femme de Léon Trotski. Après ces deux films, elle obtient l'un de ses plus grands succès à l'écran, à l'âge de 50 ans, avec La Nuit américaine (1973) de François Truffaut. Son rôle de jeune et fragile diva du cinéma, Séverine, éclipse sans difficulté ceux de ses partenaires Jean-Pierre Léaud, Jean-Pierre Aumont et Jacqueline Bisset. Le film a remporté l'Oscar du meilleur film en langue étrangère et Cortese a été nommée pour l'Oscar du meilleur second rôle féminin. La lauréate de cette année-là, Ingrid Bergman, s'est excusée publiquement auprès de sa collègue et amie Cortese lors de la cérémonie de remise des prix, déclarant qu'à son avis, c'était l'actrice italienne qui le méritait pleinement.
Elle joue dans plusieurs autres productions françaises dans les années 1970 : Les Caprices de Marie (1970) en compagnie de Philippe Noiret, Marthe Keller et Jean-Pierre Marielle, la comédie fantastique Tendre Dracula (1974) face à Miou-Miou et Bernard Ménez, et Le Grand Escogriffe (1976) face à Yves Montand. Malgré son intense activité théâtrale et ses rôles français, Cortese continue, dans les années 1970, à participer à des films italiens de genres variés (comédies, polars, horreur). Elle joue notamment aux côtés de Macha Méril dans trois des comédies à l'italienne de Vittorio Sindoni, Amore mio non farmi male (1974), Son tornate a fiorire le rose (1975) et Tanto va la gatta al lardo... (1978). Elle est également aux génériques de deux films du maître du poliziottesco italien Fernando Di Leo : Colère noire (1975) et Gli amici di Nick Hezard (1976).

### Depuis les années 1980
Dans son dernier film américain, Le Jour de la fin du monde (1980) de James Goldstone, elle travaille avec William Holden, Paul Newman et de nouveau Jacqueline Bisset. En 1987, elle participe au film Via Montenapoleone de Carlo Vanzina, dans le rôle d'une mère de la haute bourgeoisie incapable d'accepter l'homosexualité de son fils, interprété par Luca Barbareschi. En 1988, elle participe au film Les Aventures du baron de Münchhausen de Terry Gilliam dans lequel elle joue le double rôle de Ariadne, la reine de la Lune / Violette, aux côtés de Robin Williams.
Sa collaboration avec le réalisateur Franco Zeffirelli a été importante et très appréciée. Elle a commencé avec le film François et le Chemin du soleil (1971) et s'est poursuivie avec le téléfilm Jésus de Nazareth (1977), dans lequel elle jouait le rôle d'Hérodiade, puis avec les films Toscanini (1988) et Mémoire d'un sourire (1993), le dernier film auquel l'actrice a participé. En 2000, elle a mis en scène le Magnificat d'Alda Merini, supervisé par Fabio Battistini. Sa dernière apparition à la télévision remonte à 2012 dans l'émission Che tempo che fa, où elle a présenté l'autobiographie Quanti sono i domani passati d'Enrico Rotelli. En 2017, le réalisateur Francesco Patierno lui a rendu hommage avec le film Diva!
En 2015, son fils Jackie est décédé des suites d'une maladie, un fait qui a causé un grand chagrin à l'actrice, qui a par la suite cessé ses apparitions publiques. Malade depuis un certain temps, elle est décédée le 10 juillet 2019 à son domicile de Milan, à l'âge de 96 ans. Après la chambre funéraire au Piccolo Teatro Grassi et les funérailles dans l'église San Marco le matin du 12 juillet, elle est enterrée à côté de son second mari dans la tombe familiale, dans la division VI du cimetière monumental de la capitale lombarde,.

## Vie privée

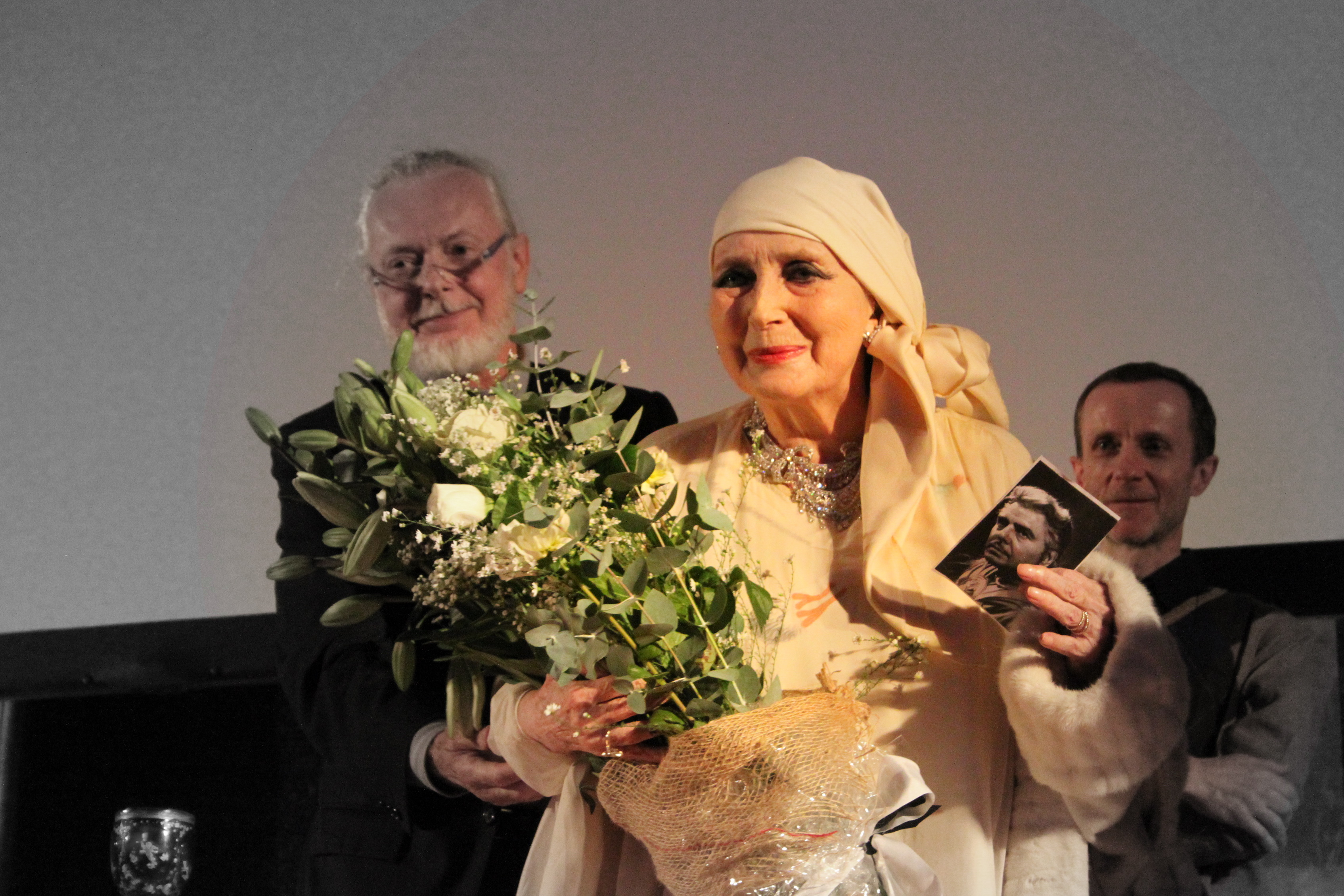
Valentina Cortese en 2012.

À 17 ans, elle entame une relation avec le chef d'orchestre Victor de Sabata, qu'elle rencontre à Stresa, où elle passe beaucoup de temps avec sa grand-mère maternelle. En 1951, elle se marie avec l'acteur américain Richard Basehart, dont elle divorce en 1960 et avec lequel elle a un enfant unique, Jackie, également acteur, qui décède des suites d'une maladie en 2015.
Après son divorce avec Basehart, elle a vécu une importante histoire d'amour avec l'acteur et directeur de théâtre Giorgio Strehler, qui a duré 15 ans. En 1980, elle se remarie avec l'industriel pharmaceutique Carlo De Angeli (né en 1906), son voisin veuf. Elle devient la belle-sœur de la mezzo-soprano Giulietta Simionato, depuis 1979 la seconde épouse de Florio De Angeli, frère et associé de son mari. Elle est devenue veuve en janvier 1998,.
Elle a raconté les nombreux aspects de sa vie mondaine dans le livre autobiographique Quanti sono i domani passati, publié par Mondadori en 2012, un ouvrage dont le réalisateur Francesco Patierno s'est inspiré pour réaliser le film biographique Diva! (2017). Il retrace toute le parcours professionnel et humain de Cortese, interprétée par différentes actrices, une pour chaque phase différente de sa carrière et de sa vie privée.

## Filmographie

### Cinéma
- 1941 : L'orizzonte dipinto (it) de Guido Salvini
- 1941 : L'Acteur disparu (L'attore scomparso) de Luigi Zampa
- 1941 : L'Archange au masque noir (Il bravo di Venezia) de Carlo Campogalliani : Alina
- 1941 : Primo amore (it) de Carmine Gallone : Nerina Redi
- 1942 : La Dame de l'Ouest (Una signora dell'ovest) de Carl Koch : Madge
- 1942 : La Farce tragique (La cena delle beffe) d'Alessandro Blasetti : Lisabetta
- 1942 : La regina di Navarra de Carmine Gallone : Éléonore de Habsbourg
- 1942 : Soltanto un bacio (it) de Giorgio Simonelli : Maria Renda / Luisa Renda
- 1942 : Orizzonte di sangue (it) de Gennaro Righelli : Lidia
- 1942 : Quarta pagina de Nicola Manzari : Valentina, la secrétaire
- 1942 : Giorni felici de Gianni Franciolini : Marianna
- 1943 : La carica degli eroi d'Oreste Biancoli et Anton Giulio Majano
- 1943 : Quattro ragazze sognano de Guglielmo Giannini : Enrichetta Dorlence
- 1945 : Sept femmes, sept destins (Nessuno torna indietro) d'Alessandro Blasetti : Valentina
- 1945 : I dieci comandamenti (segment Non nominare il nome di Dio invano) de Giorgio Walter Chili
- 1945 : Chi l'ha visto? de Goffredo Alessandrini : Luisella
- 1946 : Un Américain en vacances (Un americano in vacanza) de Luigi Zampa : Maria
- 1946 : Rome ville libre (Roma città libera) de Marcello Pagliero : la dactylographe
- 1947 : Le Passeur (Il passatore) de Duilio Coletti : Barbara
- 1947 : Le Rouge et le Noir (Il corriere del re) de Gennaro Righelli : Louise de Renal
- 1948 : Les Misérables ou L'Évadé du bagne (I miserabili) de Riccardo Freda : Fantine / Cosette
- 1948 : Le Juif errant (L'ebreo errante) de Goffredo Alessandrini : Esther
- 1948 : Le Carrefour des passions (Gli uomini sono nemici) d'Ettore Giannini : Maria Pilar
- 1949 : La Montagne de verre (The Glass Mountain) d'Edoardo Anton et Henry Cass : Alida Morrosini
- 1949 : La rivale dell'imperatrice de Jacopo Comin et Sidney Salkow
- 1949 : Les Bas-fonds de Frisco (Thieves' Highway) de Jules Dassin : Rica
- 1949 : Cagliostro (Black Magic) de Gregory Ratoff : Zoraida
- 1949 : Malaya de Richard Thorpe : Luana
- 1950 : À l'ombre de l'aigle (en) (Shadow of the Eagle) (version américaine de La Rivale de l'impératrice) de Sidney Salkow : Princesse Elizabeth Tarakanova
- 1950 : Femmes sans nom (Donne senza nome) de Géza von Radványi : Anna Petrovic
- 1951 : La Maison sur la colline (The House on Telegraph Hill) de Robert Wise : Victoria Kowelska
- 1952 : Secret People de Thorold Dickinson : Maria Brentano
- 1953 : Lulù de Fernando Cerchio : Lulù
- 1953 : La passeggiata de Renato Rascel : Lisa
- 1954 : Repris de justice (Avanzi di galera) de Vittorio Cottafavi
- 1954 : Femmes damnées (Donne proibite) de Giuseppe Amato : Vally
- 1954 : Il matrimonio d'Antonio Petrucci : Natalia Stefanovna Chubukova
- 1954 : La Comtesse aux pieds nus (The Barefoot Contessa) de Joseph L. Mankiewicz : Eleanora Torlato-Favrini
- 1955 : Il conte Aquila de Guido Salvini
- 1955 : Faccia da mascalzone de Raffaele Andreassi et Lance Comfort
- 1955 : Feu magique (Magic Fire) de William Dieterle : Mathilde Wesendonk
- 1955 : Adriana Lecouvreur de Guido Salvini : Adriana Lecouvreur
- 1955 : Femmes entre elles (Le amiche) de Michelangelo Antonioni : Nene
- 1956 : Calabuch de Luis García Berlanga : Institutrice
- 1957 : Dimentica il mio passato d'Eduardo Manzanos Brochero et Primo Zeglio
- 1958 : Amour et Ennuis (Amore e guai) d'Angelo Dorigo : Marisa
- 1958 : Coup de foudre (Amore a prima vista) d'Angelo Dorigo
- 1961 : Barabbas de Richard Fleischer : Julia
- 1961 : La Nuit des otages (Насиље на тргу) de Leonardo Bercovici : Erica Bernardi
- 1962 : Le Jour le plus court (Il giorno più corto) de Sergio Corbucci
- 1962 : Le Livre de San Michele (Axel Munthe - Der Arzt von San Michele) de Giorgio Capitani et Rudolf Jugert : Eleonora Duse
- 1963 : La Fille qui en savait trop (La ragazza che sapeva troppo) de Mario Bava : Laura Craven-Torrani
- 1964 : La Rancune (The Visit) de Bernhard Wicki : Mathilda Miller
- 1965 : La donna del lago de Luigi Bazzoni et Franco Rossellini : Irma
- 1965 : Juliette des esprits (Giulietta degli spiriti) de Federico Fellini : Valentina
- 1966 : Soleil noir de Denys de La Patellière : Maria
- 1967 : Et si on faisait l'amour ? (Scusi, facciamo l'amore?) de Vittorio Caprioli : la mère de Lallo
- 1968 : Le Démon des femmes (The Legend of Lylah Clare) de Robert Aldrich : Comtesse Bozo Bedoni
- 1969 : Toh, è morta la nonna! de Mario Monicelli : Ornella
- 1969 : Le Secret de Santa Vittoria (The Secret of Santa Vittoria) de Stanley Kramer : Gabriella
- 1970 : Les Caprices de Marie de Philippe de Broca : Madeleine de Lépine
- 1970 : Erste Liebe de Maximilian Schell : la mère
- 1970 : Madly de Roger Kahane : la femme
- 1971 : Le Bateau sur l'herbe de Gérard Brach : Christine
- 1971 : L'Iguane à la langue de feu (L'iguana dalla lingua di fuoco) de Riccardo Freda : Mrs. Sobiesky
- 1972 : Chronique d'un homicide (Imputazione di omicidio per uno studente) de Mauro Bolognini : Luis Sola
- 1972 : François et le Chemin du soleil (Fratello sole, sorella luna) de Franco Zeffirelli : Pica Di Bernardone
- 1972 : L'Assassinat de Trotsky (The Assassination of Trotsky) de Joseph Losey : Natalia Sedowa Trotsky
- 1973 : La Nuit américaine de François Truffaut : Severine
- 1974 : Amore mio non farmi male de Vittorio Sindoni : Sabina Foschini
- 1974 : Appassionata de Gianluigi Calderone
- 1974 : Tendre Dracula de Pierre Grunstein
- 1974 : Il bacio de Mario Lanfranchi : Madame Lixen
- 1975 : Son tornate a fiorire le rose de Vittorio Sindoni
- 1975 : Il cav. Costante Nicosia demoniaco ovvero: Dracula in Brianza de Lucio Fulci : Orfelia Francetti
- 1975 : Colère noire (La città sconvolta: caccia spietata ai rapitori) de Fernando Di Leo : Grazia Filippini
- 1976 : Gli amici di Nick Hezard de Fernando Di Leo : la mère de Nick
- 1976 : Le Grand Escogriffe de Claude Pinoteau : la veuve
- 1977 : Nido de viudas de Tony Navarro : Dolores
- 1978 : Tanto va la gatta al lardo... de Vittorio Sindoni
- 1979 : Les Vierges damnées (Un ombra nell'ombra) de Pier Carpi : Helena Merrill
- 1980 : Le Jour de la fin du monde (When Time Ran Out...) de James Goldstone : Rose Valdez
- 1986 : Via Montenapoleone de Carlo Vanzina : la mère de Guido
- 1987 : Tango blu d'Alberto Bevilacqua : la mère de Rigo
- 1988 : Toscanini (Il giovane Toscanini) de Franco Zeffirelli : apparition
- 1988 : Les Aventures du baron de Münchhausen (The Adventures of Baron Munchausen) de Terry Gilliam : Ariadne, reine de la lune / Violette
- 1990 : La Chambre de Buster (Buster's Bedroom) de Rebecca Horn : Serafina Tannenbaum
- 1993 : Mémoire d'un sourire (Storia di una capinera) de Franco Zeffirelli : la mère supérieure

### Télévision
- 1964 : I Grandi camaleonti d'Edmo Fenoglio
- 1968 : Processi a porte aperte: Io difendo Elvira Sharney de Silverio Blasi : Elvira Sharney
- 1968 : Istruttoria preliminare (feuilleton) de Giacomo Colli
- 1969 : Il Killer (feuilleton) de Dino B. Partesano
- 1971 : I Buddenbroock (feuilleton) d'Edmo Fenoglio
- 1977 : La Granduchessa e i camerieri de Gino Landi
- 1977 : Jésus de Nazareth (Jesus of Nazareth) (feuilleton) de Franco Zeffirelli : Herodias
- 1979 : Le Troisième Couteau de Robert Valey : Tante Zelmire
- 1987 : Facciaffittasi (feuilleton) de José María Sánchez : Gina Grandi
- 1989 : La Formula mancata (feuilleton) de Carlo Lizzani
- 1989 : Les Fiancés (I Promessi sposi) (feuilleton) de Salvatore Nocita : Donna Prassede

## Théâtre
- 1944 : Donne de Clare Boothe Luce, mise en scène Lamberto Picasso, Teatro Valle di Roma
- 1945 : Ma non è una cosa seria de Luigi Pirandello
- 1945 : L’Étrange Intermède de Eugene O'Neill, mise en scène Ettore Giannini
- 1959 : Platonov d'Anton Tchekhov, mise en scène Giorgio Strehler, Piccolo Teatro Milan
- 1960 : La Congiura de Giorgio Prosperi, mise en scène Luigi Squarzina, Piccolo Teatro Milan
- 1961 : El Nost Milan de Carlo Bertolazzi, mise en scène Giorgio Strehler, Piccolo Teatro Milan, Théâtre Alfieri Turin
- 1962 : L'Eredità del Felis de Luigi Illica, mise en scène Virginio Puecher, Piccolo Teatro Milan
- 1963 : Arlequin serviteur de deux maitres de Carlo Goldoni, mise en scène Giorgio Strehler, Villa Litta Milan
- 1965 : Le Jeu des puissants de William Shakespeare d'après Henri VI, mise en scène Giorgio Strehler, Piccolo Teatro Milan
- 1966 : Les Géants de la montagne de Luigi Pirandello, mise en scène Giorgio Strehler, Teatro Lirico Milan
- 1968 : Le Procès de Jeanne d'Arc à Rouen de Bertolt Brecht et Anna Seghers, mise en scène Klaus Michael Grüber, Piccolo Teatro Milan
- 1970 : Sainte Jeanne des Abattoirs de Bertolt Brecht, mise en scène Giorgio Strehler, Piccolo Teatro, Teatro della Pergola Florence
- 1972 : Lulu de Frank Wedekind, mise en scène Patrice Chéreau, Piccolo Teatro Milan
- 1974 : La Cerisaie d'Anton Tchekhov, mise en scène Giorgio Strehler, Piccolo Teatro Milan
- 1976 : La Cerisaie d'Anton Tchekhov, mise en scène Giorgio Strehler, Théâtre national de l'Odéon
- 1982 : Marie Stuart de Friedrich von Schiller, Teatro Manzoni Milan

## Distinctions
- Ruban d'argent de la meilleure actrice dans un second rôle en 1949 pour Femmes entre elles (Le amiche)
- British Academy Film Award de la meilleure actrice dans un rôle secondaire pour La Nuit américaine
- Nomination à l'Oscar de la meilleure actrice dans un second rôle en 1975 pour La Nuit américaine